# QSL卡
QSL卡，也叫收听证明卡，是业余电台、广播电台（短波、中波）和民用頻段無線電台的确认联络或收听的凭证。通俗地说，就是「证明自己收听到了某个电台」的書面证明。QSL卡會由廣播電台向聽眾發出；業餘無線電台在通信後發出；或者由非参加通信的其他收听者（或收听电台）听众向業餘無線電台發出。QSL卡大多数都是通过邮件直接发送的，也有使用集合寄出的型式，它亦有使用網絡容送的型式。许多无线电爱好者和廣播愛好者将获得尽可能多的QSL卡作为追求目标，国际上也以QSL卡作為的業餘無線電竞赛證明。

## 詞源
QSL卡的詞源來自无线电通信中的Q简语"QSL"。在Q简语中，Q码信息可以代表一个声明或一个问题。而在Q簡語中，"QSL？"代表着「你是否确认收到我的传输？」，而"QSL"代表着「我确认收到你的传输」。由此引申，QSL卡意為「我收到了你的信息」的證明，因而得名。在全球範圍內，广播电台和业余电台签发的确认卡片都可以称为「QSL卡」。除了在日本，「QSL卡」通常专指业余无线电的联络确认卡片，而广播电台签发的收听确认卡片称为「受信确认证」（日语：ベリカード，和制英语：Verification Card）。

## 歷史
以發送明信片的方式來證明收通訊的方式，可能已經多次獨立發明。最早的QSL卡可能在1916年，從纽约洲水牛城的8VX寄给宾夕法尼亚州费城的3TQ的卡片。而第一張帶有呼号、頻率、日期等的QSL卡片則可能是由俄亥俄州阿克伦的8UX，在1919年發出的。而在歐洲，2UV則在1922年从英国的倫敦哈利斯登运营时首次使用了QSL。
在電台廣播興起的早期，許多消費者和業餘爱好者會以成功接收遠方電台，來彰示收音機性能優越。聽眾會將接收報告郵寄给廣播电台，希望得到書面回覆，從而證實他们聽到了遠方的电台。隨着電台收到更多接收報告，它改以明信片回覆接收報告，同時附上確認接收的表格。在20世纪20年代和30年代中，廣播聽眾熱衷於收集QSL卡，廣播公司亦使用接收報告的資料，来衡量其廣播的有效性。

## 获取
QSL卡的獲取由向广播电台寄去收听报告，在电台经过认证后将寄回QSL卡。由廣播電台發行的QSL卡，通常附上廣播聽眾寄來的收听报告時證明，以及給予回饋。一些电台會對QSL卡的派送給予额外的要求，如要求收听者提供录音，或在信件中附带足额回信邮资（现金、当地邮票或国际回信券），方可向听众签发QSL卡片。
由於收听证明卡上常常印有当地名胜、廣播電台的象徵物、知名主持人、電台建築設施或播音室的照片，以作為電台凝聚聽眾向心力的一種工具，因此也成為廣播迷之間一種常見的收藏嗜好，其作用類似業餘無線電領域中的QSL卡，部分会以明信片的形式发行。雖然通常是以卡片型態般存在，但當收听证明是以書信的方式發行時，也常稱為收听证明信或QSL信。部分电台可能没有专门印制QSL卡片，因此一些爱好者会自行印制带有电台标志以及相应信息的卡片寄给电台，由电台填写后再寄回，这种QSL卡片称为“PFC卡”（Prepared Form Card）。也有电台以电子邮件形式向去信的听众发送带有收听数据的图片或者pdf文档等，称为e-QSL。

## 業餘無線電中的QSL卡

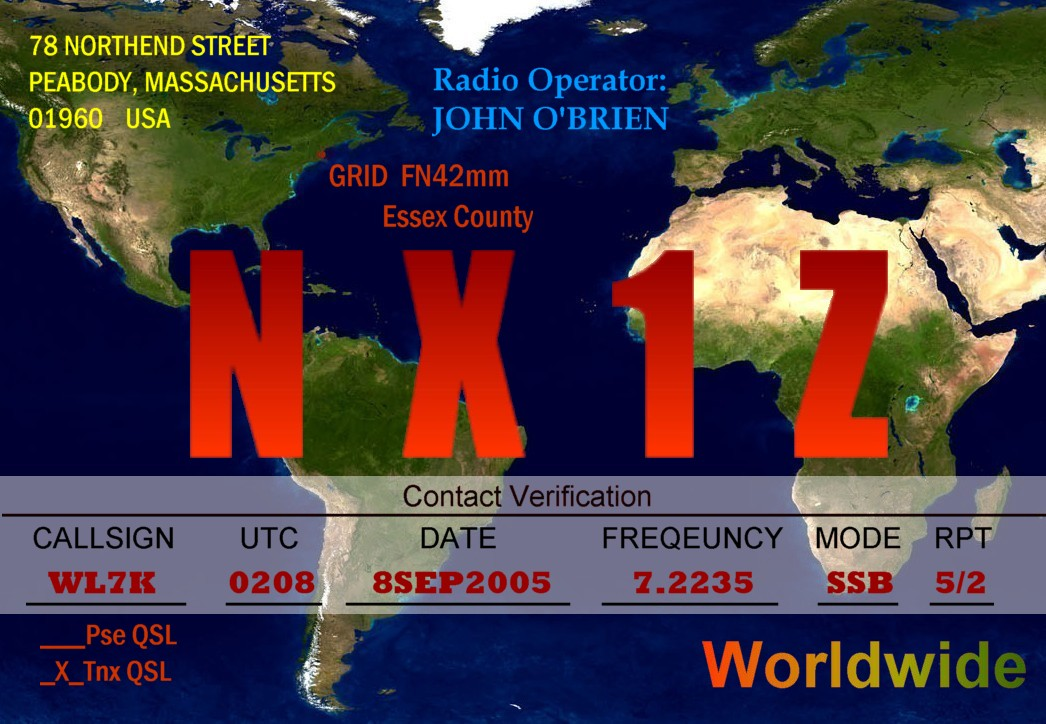
一张业余无线电通联QSL卡，签发人呼号为“NX1Z”

业余无线电的操作员通過交換QSL卡以確認電台之間的雙向無線電聯繫。QSL卡都會附上聯繫的細節，包括参與聯系的电台呼号、發生的时间和日期（通常以UTC为單位）、使用的无线电频率或频段、使用的传输模式和信号报告。操作员會因為記念、通聯到罕見地區、收集等原因而而交換QSL卡。如果寄收者並沒有參與通訊，則QSL卡會稱為SWL卡。
業餘無線電中的QSL卡的設計要求十分寬鬆。外觀可以從文字、圖片不等。国际业余无线电联盟及其成员协会則建议QSL卡的最大尺寸为3.5乘5.5英寸（140毫米乘90毫米）。典型的QSL卡与典型的明信片大小相同，一般而質量均衡的紙製成。
業餘無線電通常使用普通的国际邮政系统寄送，也有使用電子的型式。紙面形式的QSL卡可以直接发送到個人的地址，或通過一个國家卡片管理局發送。而電子型式的QSL卡會依賴網上數據庫型式發送。
操作員可以直接寄送的方式，寄到對方的住址上。這樣可以減少郵政的耗時。
卡片管理局（QSL Bureau）負責收集和分发该国家的卡片。卡片管理局會在一个信封里发送几张寄往一个国家的卡片，或使用包裹服务发送大量的卡片，從而減少發件人的郵費。使用卡片管理局寄送QSL卡虽然可以减少邮费，但由于涉及到额外的处理时间，所以增加了递送时间。除了卡片局，在一些国家还有发件局（Outgoing QSL）。发件局通过接收寄往许多不同国家的卡片，并将它们重新包装成捆，然后寄给特定的卡片局，从而进一步节省邮资。 大多数卡片管理局是由當地业余无线电协会运营的，只有美国例外，并由国际业余无线电联盟（IARU）协调。當在业余无线电操作员很少的地方，或者没有可靠的邮政系统的地方，QSL卡片的寄派通常由志願的QSL管理員（QSL Managers）可以处理。目前世界范围内的卡片局可在IARU官网 （页面存档备份，存于）上查询。
QSL卡的派發亦可以由電子系統處理。这些系统使用计算机数据库，以电子格式存储通常由QSL卡验证相同的信息。一些业余无线电操作奖的赞助商，通常接受QSL卡作为联系的证明，也可能承认特定的电子QSL系统来验证奖项的申请。但電子型式的QSL卡不獲無線電競賽所接受。以下為常用的電子QSL卡系統：
- eQSL 可以將QSL於以jpeg或gif图像的形式进行線上交换，然后可以在接收者的本地打印机上打印成QSL卡，或在计算机显示器上显示。许多记录程序现在都有直接的接口，可以将通聯的细节实时传送到eQSL.cc数据库中。[17]
- 美國無線電中繼聯盟的世界日誌(Logbook of The World，LoTW)是另一個電子QSL系統。世界日志是以数据库记录的形式，用发送者的私钥进行电子签名。这个系统只是简单地匹配数据库记录，但不允许创建QSL卡圖像。

## 短波廣播中的QSL卡

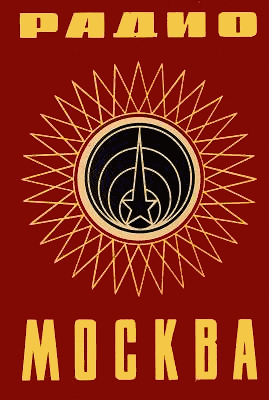
莫斯科廣播電台（Radio Moscow）於1969年發出的QSL卡

短波廣播電台也會對發出收聽報告的聽眾發放QSL卡。短波广播公司會從收聽報告處，以核实节目的接收情况，同时也作为判断听众规模、有效接收距离和发射机技术性能的一种手段。QSL卡也可以作为短波广播電台的宣传工具之一，有时卡上会有該国的文化信息。
高频主动极光研究计划偶尔会要求提供其短波实验的接收信息，作为回报，他们会寄回QSL卡。時碼發播台，如WWVH，也会寄回QSL卡以回应听众报告。其他業務性質的短波电台，如海洋和航空气象广播电台，也可以发送QSL予聽眾。一些地下电台也是如此。

## 民用頻率無線電的QSL卡
民用頻率無線電的操作員也會交換QSL卡，尤其是在是在1970年代流行期。民用頻率無線電无线电操作者在空中相遇时，通常会交换个性化的QSL卡，會附有他们的名字。因為民用頻率無線電不要求持牌操作，QSL卡可能不包含呼號，而是自取名稱為主。
民用頻率無線電的QSL卡可能只包括用户的呼号或者自取名字，操作位置，并附上到民用頻率無線電联系的日期和时间。更精心制作的QSL卡片以漫画、卡通、口号和笑话为特色，有时还带有嘲讽的性质。

## 竞赛中
QSL卡為國際業餘無線電比賽中的通聯證明。比如中国无线电运动协会的CRSM0～9區奖状申請中，要求參實者呈交QSL卡片复印件，以茲證明成功與中國大陸0～9业余无线电分區通聯。
在競賽中，主辦方不一定接受電子型式的QSL卡：
- CQ业余无线电杂志于2009年1月开始接受參賽者以eQSL.cc的电子QSL參加其下競賽。[2]
- 10-10(Ten Ten International)自接受电子QSL。[23]
- 美國無線電中繼聯盟接受世界日誌的記錄來為其下獎項提供申請獎項。[2]
- DXCC不接受以電子型式的QSL卡的成績。[24]

## 现况

### 中国大陆
目前有发行QSL卡的中国大陆广播电台一览
- 中央人民广播电台
- 中国国际广播电台
- BPM授时台
- 西藏人民广播电台 - 由《圣地西藏》英语节目组发行
- 甘肃甘南人民广播电台 - 提供收听证明信

部分省级电台，如内蒙古、湖南、广东等曾经在1980-2000年发行过QSL卡，不过随着省台逐渐取消短波而停止签发。近年民间偶尔传出有福州海峡之声广播电台、台州综合广播等发出的QSL卡，不过多数地方电台已经很少发行或不了解SQL卡。
随着互联网和智能手机的发展，青年人有了更丰富的视听娱乐选择，或可通过手机APP不受地理限制联网收听各地电台。在没有新的爱好者群体加入的背景下，新一代电台工作人员也对QSL卡不甚了解。
不过目前地方电台QSL卡的获取，可通过联系中国国际广播电台英语广播让其代签QSL卡，或者可制作PFC卡等方式进行获取。

## 延伸閱讀
- ，久保田博南 著，Corona社（日语：コロナ社 (出版社)）出版，ISBN 4-339-07663-5
- ，赤林隆仁 著，Corona社 出版，ISBN 4-339-07670-8

## 來源
1. ↑  ICAO PANS-ABC Doc8400, International Civil Aviation Organization; full list reproduced at Ralf D. Kloth. . 31 December 2009  [2022-05-06]. （原始内容存档于2019-03-24）.
2. 1 2 3 4 5 6  . www.electronics-notes.com.   [2022-04-17]. （原始内容存档于2022-04-17）.
3. ↑  Who invented the QSL Card? 的存檔，存档日期July 15, 2006，.
4. ↑  Timothy D. Taylor; Mark Katz; Tony Grajeda. . Duke University Press. 19 June 2012: 240–  [2022-05-06]. ISBN 978-0-8223-4946-4. （原始内容存档于2022-04-17）.
5. ↑  BCLSWL. . I BCL.  [2018-01-15]. （原始内容存档于2018-08-28） （中文（中国大陆））.
6. ↑  盘点QSL卡要求量高的广播电台 （页面存档备份，存于），Radiofun-Hong
7. ↑  Ellen White, W1YL (编). . Newington, CT: American Radio Relay League. 1976: 55.
8. 1 2 3  童效勇; 陈方.  第四版. 人民邮电出版社. 2015. ISBN 978-7-115-38635-9.
9. 1 2  . rsgb.org.   [2022-04-17]. （原始内容存档于2022-02-02）.
10. ↑  Eckersley, R. J, G4FTJ.  3. Potters Bar, Herts, UK: Radio Society of Great Britain. 1985: 32. ISBN 0-900612-69-X.
11. ↑  日本業餘無線電聯盟. . 人民邮电出版社. 1995. ISBN 7115058040.
12. ↑  童效勇; 陳方. .  第四版. 人民邮电出版社. 2015. ISBN 978-7-115-38635-9.
13. ↑  . Newington, CT: American Radio Relay League. 1977: 653.
14. 1 2  . 2009-02-02  [2012-11-11]. （原始内容存档于2020-01-08）.
15. ↑  . www.electronics-notes.com.   [2022-04-17]. （原始内容存档于2022-04-17）.
16. ↑  . www.arrl.org.   [2022-04-17]. （原始内容存档于2022-05-03） （英语）.
17. ↑  http://www.eqsl.cc/qslcard/ （页面存档备份，存于） : eQSL home page
18. ↑  Jerome S. Berg. . McFarland. 1 October 2008: 330–  [2022-05-06]. ISBN 978-0-7864-5199-9. （原始内容存档于2021-12-01）.
19. ↑  A HAARP QSL card （页面存档备份，存于） for the 40 meter moonbounce experiment in January 2008
20. ↑  Mark Menjivar. . Trinity University Press. 9 June 2015: 49–  [2022-05-06]. ISBN 978-1-59534-250-8. （原始内容存档于2020-11-05）.
21. ↑  . November 1975: 16–  [2022-05-06]. （原始内容存档于2017-02-17）.
22. ↑  Tukker, Paul. . CBC News. CBC.   [11 February 2017]. （原始内容存档于2022-05-06）.
23. ↑  Electronic QSL Card Centre. .   [2022-04-17]. （原始内容存档于2021-12-06）.
24. ↑  . www.arrl.org.   [2022-04-18]. （原始内容存档于2022-05-03） （英语）.